# The Superman/Aquaman Hour of Adventure
The Superman/Aquaman Hour of Adventure é uma série estadunidense de desenhos animados da Filmation, com diversos super-heróis conhecidos dos quadrinhos da editora DC Comics. Foi ao ar pela primeira vez em 9 de setembro de 1967 pela rede CBS, indo até 1968, com 36 episódios de 60 minutos cada. A série dá continuidade as anteriores bem-sucedidas The New Adventures of Superman e The Adventures of Superboy, que traziam as aventuras de Superman e Superboy, e por isso essa é considerada pelos fãs uma segunda temporada das anteriores. Mas nessa nova série, as aventuras do Superman são acompanhadas de outras com diversos super-heróis e não somente Aquaman cujo nome, aliás, foi incluído no título original.
Aquaman aparecia ao lado de seu parceiro Aqualad ou Aquamoço, ambos cavalgando cavalos-marinhos.
Dentre os super-heróis que complementavam as aventuras do Superman com aventuras próprias estavam Eléktron (Ray Palmer), Flash (Barry Allen) e Kid Flash (Wally West), Lanterna Verde (Hal Jordan), Gavião Negro e novas aventuras do Superboy. Também apareciam os grupos de super-heróis Liga da Justiça (formada por Elektron, Flash, Lanterna Verde, Gavião Negro e Superman) e Jovens Titãs (formada por Ricardito, Kid Flash, Garota Maravilha e Aqualad).
Muitos dos segmentos foram escritos e desenhados por artistas da DC Comics. Bob Haney e George Kashdan — que depois produziram a versão da "Turma Titã" para os quadrinhos — trabalharam nas aventuras dos heróis convidados. Mort Weisinger, editor de todos os títulos em quadrinhos do Superman durante a década de 1960, trabalhou nos roteiros com as aventuras de Kal-El. O uso dos mesmos artistas para a televisão levou a uma fidelidade da "mitologia" criada para as revistas em quadrinhos. Mesmo assim, surgiram alguns elementos únicos tais como personagens secundários para Gavião Negro, Lanterna Verde e Elektron. No Brasil, os nomes dos quadrinhos não foram respeitados pela dublagem brasileira, que adotou outros para os super-heróis do desenho.
A série foi a primeira adaptação para desenhos animados de muitos personagens e equipes de super-heróis da DC Comics. Superman e seus coadjuvantes, contudo, já tinham aparecido antes (estrearam como desenho animado na década de 1940, antes mesmo de The New Adventures of Superman).
Foi o último trabalho do americano Bud Collyer, famoso em seu país por interpretar as vozes de Superman e Clark Kent em programas de rádio.

## Continuações
Em 1968, novos segmentos de Superman/Superboy foram lançados em The Batman/Superman Hour, além de Aquaman ter sido reformatado para episódios de 30 minutos em série animada própria, que também trazia segmentos com super-heróis convidados.

## Episódios
Separados por heróis principais (entre parenteses os nomes da dublagem original brasileira).
Superman (Super-Homem)
| - A.P.E. Strikes Again - The Lethal Lightning Bug - The Prankster - The Saboteurs |  | - The Wisp of Wickedness - Superman Meets His Match - Night of the Octopod - Brainiac's Bubbles |  | - War of the Bee Battalion - The Toyman's Super-Toy - The Cage of Glass - The Atomic Superman |  | - Luthor's Loco Looking Glass - The Warlock's Revenge - The Halyah of the Himalayas - Luthor's Fatal Fireworks |

Superboy
| - The Beast With Two Faces - The Gorilla Gang - The Chameleon Creature - The Great Space Race - Finger of Doom - Krypto, K-9 Detective - The Neanderthal Caveman Caper - The Terrible Trio |

Aquaman (e Aqualad) (Herói Submarino (e Aquamoço))
Os personagens principais são Aquaman, Aqualad, Vassa (Mera nos quadrinhos), além de diversos supervilões.
Trinta e seis segmentos de Aquaman foram produzidos:
| - Menace of the Black Manta - The Rampaging Reptile-Men - The Return Of Nepto - The Fiery Invaders - Sea Raiders - War Of The Water Worlds - The Volcanic Monster - The Crimson Monster From The Pink Pool - The Ice Dragon - The Deadly Drillers - Vassa, Queen Of The Mermen - The Microscopic Monsters |  | - The Onslaught Of The Octomen - Treacherous Is The Torpedoman - The Satanic Saturnians - The Brain, The Brave And The Bold - Where Lurks the Fisherman! - Mephisto's Marine Marauders - The Trio Of Terror - The Torp, The Magneto And The Claw - Goliaths Of The Deep-Sea Gorge - The Sinister Sea Scamp - The Devil Fish - The Sea Scavengers |  | - In Captain Cuda's Clutches - The Mirror-Man From Planet Imago - The Sea Sorcerer - The Sea-Snares Of Captain Sly - The Undersea Trojan Horse - The Vicious Villainy Of Vassa - Programmed For Destruction - The War Of The Quatix And The Bimphars - The Stickmen Of Stygia - Three Wishes To Trouble - The Silver Sphere - To Catch A Fisherman |

Elektron (Atômico)
- Invasion of the Beetle-Men
- The Plant Master
- The House of Doom

The Flash  (Relâmpago)
- The Chemo-Creature
- Take a Giant Step
- To Catch a Blue Bolt

Green Lantern (Homem de Verde)
- Evil is as Evil Does
- The Vanishing World
- Sirena, Empress of Evil

Hawkman (Homem-Gavião)
- Peril from Pluto
- A Visit to Venus
- The Twenty Third Dimension

Justice League of America (Justiceiros da América)
- Between Two Armies
- Target Earth
- Bad Day on Black Mountain

Teen Titans (Jovens Titãs)
- The Monster Machine
- The Space Beast Round-Up
- Operation: Rescue